# Новов'язівське
Новов'язі́вське (до 1959 — Ханделеївка, Хандаліївка) — село в Україні, у Юр'ївській селищній громаді Павлоградського району Дніпропетровської області. Населення за переписом 2001 року становить 1820 осіб. До 2020 орган місцевого самоврядування — Новов'язівська сільська рада, якій також підпорядковувались села Водяне, Дубове, Зарічне, Орлівське.
У селі є церква, школа, дитячий садок, лікарня.

## Географія
Село Новов'язівське знаходиться на березі річки В'язівок, вище за течією на відстані 1 км розташоване село Сергіївка, нижче за течією на відстані 2,5 км розташоване село Зарічне. Річка в цьому місці пересихає, на ній зроблена загата.
У селі балка Брусіва впадає у річку В'язівок.

## Історія
Засноване село як Хандалеївка в 1782 році. За бойові заслуги перед військом Запорізьким, за хоробрість і кмітливість, виявлені при захисті рідного краю від чужоземних загарбників, козака Андрія Ханделея було нагороджено великою ділянкою степової землі навколо Хутірського поселення Кочерезький.
Станом на 1886 рік у селі, центрі Хандаліївської волості Павлоградського повіту Катеринославської губернії, мешкало 763 особи, налічувалось 140 дворів, існували православна церква, школа та лавка, відбувався щорічний ярмарок.
В 1959 році село було перейменоване в Новов'язі́вське. 

### Братські могили

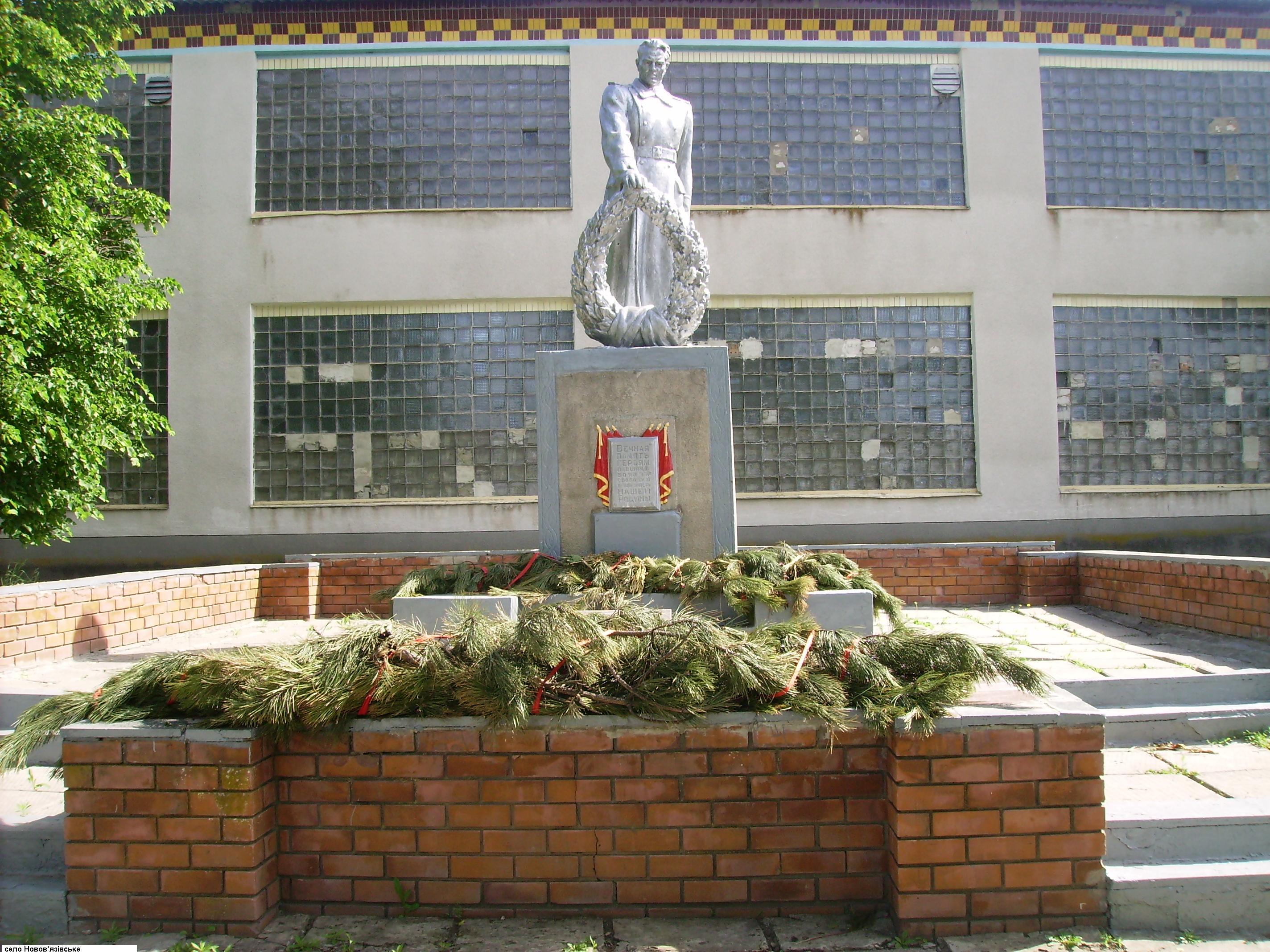
Група могил воїнів громадянської війни та радянських воїнів німецько-радянської війни

На території села знаходиться чотири могили воїнів періоду громадянської війни та радянських воїнів німецько-радянської війни.
Влітку 1920 року в селі дислокувалась одна з частин Другої кінної армії більшовиків, а на території теперішнього радгоспу «Красноармієць» розміщались махновці. В один із днів махновці раптово наскочили на село і порубали всіх червоноармійців. За два дні їх рештки поховали у братській могилі на цивільному кладовищі. Всього поховано 120 чоловік. Прізвища не встановлені.
Наприкінці літа 1941 року, коли йшли оборонні бої з німецькими окупантами, над селом було збито німецький літак. Місцеві жителі підібрали останки двох льотчиків і поховали в селі у братській могилі.
У лютому 1943 року частини Південно-західного фронту звільнили село, але змушені були тимчасово його залишити, а у вересні 1943 року частини радянської 6-ї армії остаточно звільнили його. Десятеро загиблих у лютому і вересні 1943 року радянських воїнів були поховані у братській могилі на цивільному кладовищі села.
1958 року рештки воїнів громадянської війни і 13 радянських воїнів, що померли від ран і були поховані в індивідуальних могилах, були перенесені у братські могили. Поруч встановлено встановлено пам'ятник «Воїн з вінком». 1995 року проведено ремонт пам'ятки, внаслідок якого могили виділили одним контуром. Територія пам'ятки 9,0×15.0 м.
На лицевій стороні верхньої частини постаменту пам'ятника укріплено ліпне зображення ордену Вітчизняної війни, під ним — меморіальна дошка в обрамленні знамен із текстом: «Вечная память героям, павшим в бою за свободу и независимость нашей Родины». Нижче меморіальна дошка з текстом: «Здесь похоронено 120 участников гражданской и 13 Великой Отечественной воен. Известны имена героев: Клещов Яков Павлович погиб в 1943 году, Пажин Яков Григорьевич». Поховання та територія пам'ятки упорядковані.
12 червня 2020 року, відповідно до розпорядження Кабінету Міністрів України № 709-р «Про визначення адміністративних центрів та затвердження територій територіальних громад Дніпропетровської області», увійшло до складу Юр'ївської селищної громади.
19 липня 2020 року, в результаті адміністративно-територіальної реформи та ліквідації Юр'ївського району, село увійшло до складу Павлоградського району.

## Економіка
- ТОВ «Лан».

## Соціальна сфера
- Новов'язівська СЗОШ;
- Новов'язівський дитячий садочок «Сонечко»;
- Новов'язівська амбулаторія загальної практики — сімейної медицини;
- Новов'язівський будинок культури;
- Новов'язівська бібліотека-філія;
- Районна дитяча музична школа.